# Roque del Este
Roque del Este és un illot d'origen volcànic de la província de Las Palmas, a la Comunitat Autònoma de Canàries. Forma part de l'arxipèlag Chinijo juntament amb les illes de La Graciosa, Alegranza, Montaña Clara i Roque del Oeste.
L'illot és un penyal sorgit del mar a uns 11 quilòmetres de la part nord-est de Lanzarote. S'alça fins a 84 metres d'altitud (El Campanar). Es diu Roque (o Roques) als dos illots més petits del nord de Lanzarote, un situat a l'est i un altre a l'oest.